# 駒井徳造
駒井 徳造（こまい とくぞう、1932年3月31日 - ）は元トムス・エンタテインメント会長。大阪市出身。

## 経歴
- 1954年3月 - 同志社大学商学部卒業[1][2]。
- 1954年4月1日 - 任天堂に入社、以後営業部長、開発部長などを歴任[1]。
- 1973年2月 - 任天堂の系列会社、任天堂レジャーシステムへ移る[1]。
- 1974年4月1日 - 任天堂取締役。
- 1977年3月 - 任天堂レジャーシステム取締役営業部長に就任[1]。
- 1982年8月31日 - 任天堂レジャーシステムを退社[1]。
- 1982年9月1日 - セガ・エンタープライゼスに入社、顧問に就任[1]。
- 1982年9月29日 - セガ・エンタープライゼス常務取締役に就任[3]。
- 1984年4月 - セガ・エンタープライゼス専務に就任、HE事業本部長、コンシューマー事業本部長を兼務[4]。
- 1985年10月23日 - 全日本アミューズメントマシン・オペレーター連合会が設立され、副会長に就任[5]。
- 1988年10月28日 - 東京都アミューズメントマシン・オペレーター連合会と東京都ゲーム場営業者協会が解散、改めて東京都アミューズメントマシン・オペレーター連合会が設立され、会長に就任[6]。
- 1991年6月27日 - セガ・エンタープライゼス代表取締役副社長[4]。
- 1992年 - アメリカ合衆国での特許侵害提訴の陣頭指揮。
- 1993年4月1日 - セガエディーケーションシステム代表取締役社長。
- 1994年4月1日 - リンガフォン・ジャパン代表取締役会長。
- 1995年 - キョクイチ（現・トムス・エンタテインメント）代表取締役会長[2]。
- 1996年4月1日 - キョクイチ代表取締役会長兼社長。
- 1999年 - キョクイチ代表取締役社長[2]。
- 2004年6月25日 - トムス・エンタテインメント取締役会長[7]。
- 2005年6月29日 - トムス・エンタテインメント取締役会長に里見治が新任[8]、駒井は同社を退社。

## 人物
任天堂は1980年に携帯型ゲーム機「ゲーム&ウオッチ」を発売し過去の借金を帳消しにするほどの売り上げを記録。その利益を元手に、アーケードゲームを家庭で再現できる新しい家庭用テレビゲーム機・ファミリーコンピュータの開発に着手。家庭用テレビゲーム機のハード及びソフト開発にアーケードゲームの開発者を担当させたために、任天堂のアーケードゲーム事業は急速に縮小していく。アーケードゲーム機器の販売会社である任天堂レジャーシステムの取締役営業部長を務めていた駒井は1981年新春にアーケードゲーム業界の展望を業界紙に寄稿していたが、社長の山内溥（当時）の「アーケードはもうやめや」の声でアーケードゲーム事業の撤退が決まり、それに駒井は反発した。
1982年8月31日に任天堂レジャーシステムを退社、翌9月1日にセガ・エンタープライゼスに入社し顧問に迎えられた。同年9月6日の記者発表会にて、記者から「任天堂からのスカウトなのか」と問われたセガ・エンタープライゼス副社長の中山隼雄と駒井はスカウトを否定しつつ、中山はアーケードゲーム業界にスムーズに参入した任天堂に倣って、家庭用分野にスムーズに参入するために駒井の手腕に期待していると述べた。
1982年9月29日には常務取締役に就任、コンシューマー・マーケット部門の担当となり、コレコが開発したコレコビジョンに関する業務をするのではないかと報道された。
1983年にはセガ初のコンシューマーゲームであるSC-3000に携わったことでセガのコンシューマー事業が始まった。そしてSC-3000からゲーム機に特化したものとしてSG-1000が作られたが、発売の際は駒井によって任天堂が開発していたファミリーコンピュータの販売価格がセガ側に伝えられ、その価格を基にSG-1000の価格が決められたとされている。
その後セガから転じて、1992年にセガの傘下に入った東京ムービー新社の会長に就任、東京ムービー新社がキョクイチに吸収合併された後はキョクイチの社長および会長に就任した。
2004年のトムス・エンタテインメント取締役会長当時、読売新聞中部支社でのインタビューにて駒井は、中部地方はハード面は強いがソフト分野に弱く、「経済界の方と話していても、異業種というか、違う分野だと感じる」と語っている。

## 担当作品

### テレビ
- それいけ!アンパンマン
- 魔法騎士レイアース
- 名探偵コナン
- 青山剛昌短編集

### 映画
- 名探偵コナン 時計じかけの摩天楼
- 名探偵コナン 14番目の標的
- 名探偵コナン 世紀末の魔術師
- 名探偵コナン 瞳の中の暗殺者
- 名探偵コナン 天国へのカウントダウン
- 名探偵コナン ベイカー街の亡霊
- 名探偵コナン 迷宮の十字路
- 名探偵コナン 銀翼の奇術師
- 名探偵コナン 水平線上の陰謀

### OVA
- レイアース
- 青山剛昌短編集2
- 名探偵コナン コナンvsキッドvsヤイバ 宝刀争奪大決戦!!
- 名探偵コナン 16人の容疑者
- 名探偵コナン コナンと平次と消えた少年
- 名探偵コナン コナンとキッドとクリスタル・マザー
- 名探偵コナン 標的は小五郎!! 少年探偵団マル秘調査